# Taxillus
Taxillus, biljni rod iz porodice ljepkovki. Pripada mu tridesetak vrsta parazitskih grmova (rijetko višeg od 1 metar) iz tropske Azije i Kenije.

## Vrste
1. Taxillus assamicus Danser
2. Taxillus balansae (Danser) Danser
3. Taxillus caloreas (Diels) Danser
4. Taxillus chinensis (DC.) Danser
5. Taxillus courtallensis (Gamble) Danser
6. Taxillus cuneatus (B.Heyne) Danser
7. Taxillus danseriana Rajasek.
8. Taxillus delavayi (Tiegh.) Danser
9. Taxillus erectiflorus Rajasek.
10. Taxillus heyneanus (Schult. & Schult.f.) Danser
11. Taxillus incanus (Trimen) Wiens
12. Taxillus kaempferi (DC.) Danser
13. Taxillus kuijtii Rajasek.
14. Taxillus levinei (Merr.) H.S.Kiu
15. Taxillus limprichtii (Grüning) H.S.Kiu
16. Taxillus liquidambaricola (Hayata) Hosok.
17. Taxillus nigrans (Hance) Danser
18. Taxillus pseudochinensis (Yamam.) Danser
19. Taxillus recurvus (Wall. ex DC.) Tiegh.
20. Taxillus reflexilobus Rajasek.
21. Taxillus renii H.S.Kiu
22. Taxillus robinsonii (Lecomte) Danser
23. Taxillus rugosus Rajasek.
24. Taxillus sclerophyllus Danser
25. Taxillus sericus Danser
26. Taxillus sutchuenensis (Lecomte) Danser
27. Taxillus theifer (Hayata) H.S.Kiu
28. Taxillus thelocarpa (Hook.f.) Alam
29. Taxillus thibetensis (Lecomte) Danser
30. Taxillus thuducensis (Lecomte) Danser
31. Taxillus tomentosus (B.Heyne ex Roth) Tiegh.
32. Taxillus tsaii S.T.Chiu
33. Taxillus umbellifer (Schult. & Schult.f.) Danser
34. Taxillus vestitus (Wall.) Danser
35. Taxillus wiensii Polhill